# Conte Candoli Quartet
Conte Candoli Quartet est un album de Jazz West Coast du trompettiste Conte Candoli. 

## Enregistrement

### Musiciens
La session d'enregistrement est interprétée par un quartet composé de:
- Conte Candoli (tp), Vince Guaraldi (p), Monty Budwig (b), Stan Levey (d).

### Dates et lieux
- Hollywood, Los Angeles, Californie, juin 1957.

## Titres
| N°     | Titre              | Compositeur                 | Durée |
| ------ | ------------------ | --------------------------- | ----- |
| Face 1 |                    |                             |       |
| 1.     | Something for Liza | Al Cohn                     |       |
| 2.     | Walkie Talkie      | Conte Candoli               |       |
| 3.     | Flamingo           | Ted Grouya, Edmund Anderson |       |
| 4.     | Mediolistic        | Osie Johnson                |       |
|        |                    |                             |       |
| Face 2 |                    |                             |       |
| 5.     | Tara Ferma         | Conte Candoli               |       |
| 6.     | Diane              | Ernö Rapée, Lew Pollack     |       |
| 7.     | No Moon at All     | Mann, Evans                 |       |
| 8.     | Mambo Blues        | Conte Candoli               |       |

## Discographie
- 1957, Mode Records - MOD-LP #109 (LP)

## Référence
- Joe Quinn, Liner notes de l'album Mode Records, 1957.